# إيميلين جان هانسون
إيميلين جان هانسون (بالإنجليزية: Emmeline Jean Hanson) (من مواليد 14 نوفمبر 1919 - 10 أغسطس 1973) كانت عالمة في الفيزياء والأحياء وأشتهرت بفضل مساهماتها في أبحاث عن العضلات.